# Монтано-Лучино
Монтано-Лучино (італ. Montano Lucino) — муніципалітет в Італії, у регіоні Ломбардія, провінція Комо.
Монтано-Лучино розташоване на відстані близько 520 км на північний захід від Рима, 38 км на північ від Мілана, 5 км на південний захід від Комо.
Населення — 5030 осіб (2014).

## Демографія
Населення за роками:

Станом на 1 січня 2023 року в муніципалітеті офіційно проживало 350 іноземців з 47 країн, серед них 123 громадяни країн Євросоюзу та 22 громадяни України.

## Сусідні муніципалітети
- Кавалласка
- Комо
- Кольверде
- Грандате
- Сан-Фермо-делла-Батталья
- Вілла-Гуардія